# Xiphotheata mollendorfii
Xiphotheata mollendorfii là một loài bọ cánh cứng trong họ Cerambycidae.